# 水城掌突蟾
水城掌突蟾（学名：Leptobrachella dorsospina），一种于中华人民共和国贵州省六盘水市水城区玉舍森林公园发现的两栖动物，隶属于角蟾科掌突蟾属。

## 形态特征
水城掌突蟾体型小，雄蟾体长28.7～30.5毫米，雌蟾体长32.1～39.8毫米。身体背部皮肤粗糙，呈灰棕色或深棕色，具深棕色条纹，散布不规则的灰棕色斑纹以及黄棕色斑点；四肢背面具有深棕色横纹，肘部及上臂呈浅橙色；体侧具有明显的两行纵向深色大斑块；腹部为灰白色，具黑色斑点和橙色斑纹；四肢腹面深灰色，散布有灰白色斑点。

## 保护
本种于2023年被收录入《有重要生态、科学、社会价值的陆生野生动物名录》。